# 횃불 작전
횃불 작전(영어: Operation Torch)은 미국과 영국이 1942년 11월 8일에 프랑스령 북아프리카를 침공한 상륙 작전으로 북아프리카 전역에 포함된다.

## 전투 계획
영국이 이탈리아령 리비아를 점령하자, 미군도 유럽을 진출할 발판으로 북아프리카를 점령하고 싶었고 영국과 미국의 생각이 동떨어지자 영국은 튀니지를, 미군은 알제리와 모로코를 점령하기로 한다.
이 외에도 동부 전선에서 스탈린그라드 전투의 패배로 밀리기 시작하자 북아프리카에서 독일의 영향력을 제거하기 위해 11월 8일 미‧영 연합군이 공격하기로 한다.
하지만, 프랑스군들의 모호한 태도로 미‧영 연합군이 적이 아니라고 했으나 군인들마다 갈라진 행동으로 헛갈리게 되었다.

## 경과
11월 8일, 미국이 알제리 해안으로 상륙하기 시작하자 비시 프랑스군은 해안포를 쏘기 시작했고 함대가 수몰되기 시작했으나 상륙 후 비시 프랑스군은 저항하는 곳과 항복하는 군이 엇갈려 혼동되기 시작하게 되었다.
그래서 이 작전에서 비시 프랑스 군은 60,000명 정도의 인원으로 전투를 시작하게 되었으나, 결국 미군의 모로코 점령은 9일, 알제리와 영국군은 튀니지를 10일 거의 같은 시간에 점령을 하게 된다. 수적으로 완전히 밀린 비시 프랑스는 항복을 하게 되고, 북아프리카에서 완전히 추축국의 세력이 사라지게 된다.

## 결과
이로 인해 미군은 유럽으로의 발판을 얻고, 북아프리카에서 추축국의 세력이 사라졌지만, 다음 전투 장소에 대한 회의에서 영국은 서부 전선을, 미국은 이탈리아 남부를 상륙 지점으로 주장하면서 서로 엇갈리게 된다.

## 같이 보기
- 연합군의 시칠리아 침공